# 紐約愛音鱷
是一部2022年美國真人動畫歌舞喜劇片，由喬許·高登與威爾·史派克執導，威廉·戴維斯撰寫劇本。故事改編自貝爾納·韋伯創作的兒童文學《鱷魚萊爾》，由尚恩·曼德斯、哈維爾·巴登、吳恬敏、溫斯洛·費格利、史考特·麥奈利和布雷特·吉爾曼主演。
《紐約愛音鱷》由索尼影視發行定檔2022年10月7日於美國上映。影評多數稱讚片中的視覺效果、巴登的演技以及曼德斯的歌喉。

## 剧情
赫克托是一位不受欢迎的魔术师，他在一次表演失败后路过了一家动物商店，他对老板说要买一只动物一起演出。这时，他听到了仓库里传来的歌声，走进去一看，是一只会唱歌的小鳄鱼，名叫莱莱。于是，赫克托买下了小鳄鱼带它回家，一边弹钢琴一边教它唱歌。
一开始不是很顺利，经过一番尝试，小鳄鱼莱莱学会了唱歌和跳舞。赫克托找剧院商量演出，但是正式表演时鳄鱼莱莱怯场了，赫克托因为欠剧院老板钱只好搬走了。他把莱莱留在了阁楼。不久，住所搬来了一户新人家普里姆一家。小儿子乔希在阁楼发现了鳄鱼，但是他以为是标本。有一天，乔希从学校回家，听到了阁楼里传来了奇怪的歌声，慌忙中，莱莱张嘴吞进了波斯猫洛蕾塔。
莱莱从阳台逃出去了，乔希一路紧追，路上乔希遇到了一个强盗，莱莱帮助乔希吓跑了强盗，莱莱把洛蕾塔吐了出来。乔希去学校上课了，屋子里剩下妈妈和莱莱。乔希在图书馆借阅了野生动物图书，对同学说他养了一条鳄鱼，但同学不信他。乔希和莱莱聊天聊得很开心，乔希告诉莱莱他的继母来自台湾。乔希很惊讶莱莱唱歌唱得很好。
妈妈在一个早晨发现家里住了一条鳄鱼，一开始很惊吓。莱莱唱了一首歌，妈妈不惊吓了。乔希说服妈妈没有把这件事告诉爸爸。妈妈回到家里，莱莱一边唱歌一边烹饪。妈妈还给鳄鱼画了素描。终于有一天，爸爸知道了鳄鱼莱莱，爸爸吓坏了，在门口爸爸遇到了回来探访的赫克托先生。赫克托和莱莱在阁楼唱歌，养猫的邻居觉得很吵。赫克托带着乔希、妈妈、鳄鱼莱莱逛街、吃饭、乘坐出租车、游览公园。鳄鱼莱莱和爸爸在阁楼玩起了摔跤。普里姆用莱莱给的哨子让同学们停止吵闹。赫克托给普里姆一家表演魔术，并且和莱莱一起唱歌。赫克托告诉莱莱普里姆一家是观众，要和莱莱完成当年的演出。但是莱莱还是有些怯场。养猫的邻居召开邻里大会想投诉噪音，赫克托在中途加入化解了危机。这时，纽约野生动物管理委员会来了，把鳄鱼莱莱抓走了。乔希去纽约动物园爬行动物馆看望莱莱。在赫克托的帮助下，莱莱逃出了纽约动物园。终于，莱莱在电视选秀节目上演出了。法院判决普里姆一家可以养莱莱。

## 演員
| 演員          | 配音員 | 配音員                                           | 配音員                                                                          | 角色                             |
| 美國          | 台灣   | 香港                                             | 中国大陆                                                                        | 角色                             |
| ------------- | ------ | ------------------------------------------------ | ------------------------------------------------------------------------------- | -------------------------------- |
| 尚恩·曼德斯   | 董柏霖 |                                                  | 高晗                                                                            | 萊歐（Lyle）：一隻會唱歌的鱷魚       |
| 哈維爾·巴登   | 林谷珍 | 黃志明                                           | 赵鑫                                                                            | 哈特·比梵·瓦倫提（Hector P. Valenti）：萊歐的主人 |
| 吳恬敏        | 張若凡 | 馬慧琪                                           | 牟珈论                                                                          | 普林姆太太（Mrs. Primm）                   |
| 溫斯洛費格利  | 梁博堯 | 吳橋                                             | 李伊楠                                                                          | 喬許·普林姆（Josh）                  |
| 史考特·麥奈利 | 于正昇 | 黎景全                                           | 孟令军                                                                          | 普林姆先生（Mr. Primm）                   |
| 布雷特·吉爾曼 | 孫誠   | 黃文偉                                           | 杨波                                                                            | 格魯普斯先生（Mr. Grumps）                 |
| 艾戈·烏迪姆   | 李昀晴 | 顧詠雪                                           | 纪艳芳                                                                          | 卡蘿（Carol）                         |
| 李丽克·赫德   | 曾允凡 | 李楚瑩                                           | 王妍                                                                            | 茱蒂（Trudy）                         |
|               |        | 李家輝 李建良 陳振聲 陳旭恒 賴芸芬 王慧珠 葉嘉敏 | 李方齐 曹绛玉 陈杨 郭金非 冷宏宇 李展鹏 周千驰 王利军 邢鹤严 杨鸣 赵妃妮 朱环宇 |                                  |

## 製作
2021年5月，宣布喬許·高登與威爾·史派克執導一部改編自貝爾納·韋伯創作的兒童文學《鱷魚萊爾》的電影，由威廉·戴維斯撰寫劇本，索尼影視娛樂發行。7月，哈維爾·巴登和溫斯洛·費格利簽約參演。9月，吳恬敏簽約參演。10月，布雷特·吉爾曼簽約參演。12月，史考特·麥奈利簽約參演。2022年2月，宣佈尚恩·曼德斯將為主角鱷魚萊奧（Lyle）配音。

### 拍攝
主體拍攝於2021年9月在紐約開始進行。拍攝地點包括85街、86街、阿斯托廣場車站、布利車站和百老匯。

## 發行
《紐約愛音鱷》由索尼影視發行於2022年10月7日美國上映。此前，上映日期曾排定於2022年7月22日和2022年11月18日。

### 票房
北美市场首周末1150万美元。

## 迴響

### 評價
爛番茄新鮮度72%，基於89條評論，平均分為6.1/10，觀眾投票獲得93%的分數，平均得分為4.6／5，網站共識評價寫道：「家長或許不會受騙，但是《紐約愛音鱷》一定會讓大部分的孩子們歡笑」。在Metacritic本片得到51分（滿分100分），屬於「褒貶不一或中庸」。接受CinemaScore 調查的觀眾在 A+ 到 F 的評分區間給予本片平均評分為「A-」，PostTrak顯示受訪觀眾有80%給予正面評分，其中62%的人表示他們肯定會推薦它。

## 外部連結
- 互联网电影数据库（IMDb）上《紐約愛音鱷》的资料（英文）
- Box Office Mojo上《紐約愛音鱷》的资料（英文）
- 爛番茄上《紐約愛音鱷》的資料（英文）
- AllMovie上《紐約愛音鱷》的资料（英文）
- Metacritic上《紐約愛音鱷》的資料（英文）
- 開眼電影網上《紐約愛音鱷》的資料（繁體中文）
- 时光网上《紐約愛音鱷》的資料（简体中文）
- 豆瓣电影上《紐約愛音鱷》的資料 （简体中文）